# Verkehrsgesellschaft Belzig

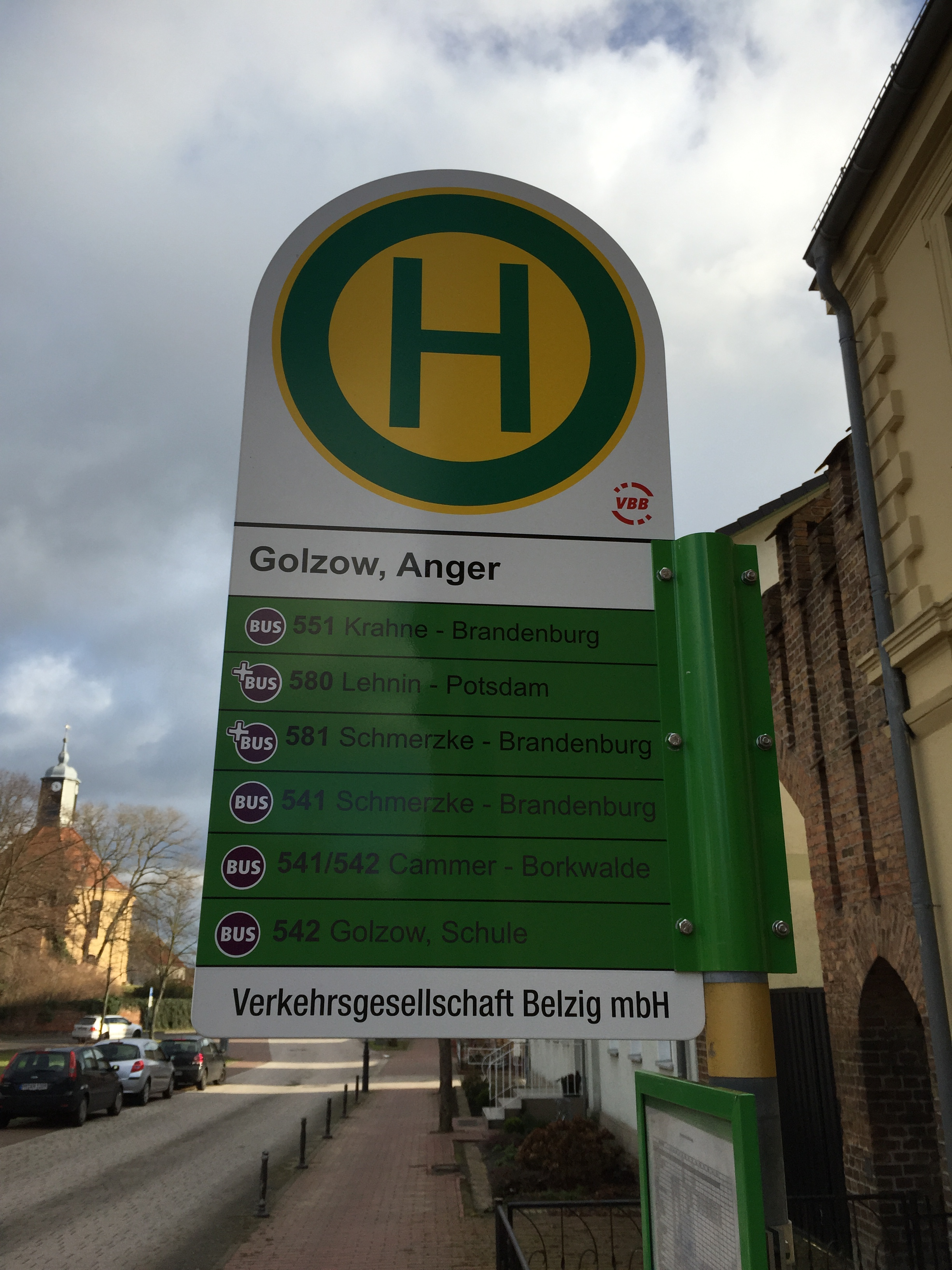
Ein Haltestellenschild mit den PlusBus-Linien 580 und 581. Sie werden mit einem + vor dem Buspiktogram dargestellt

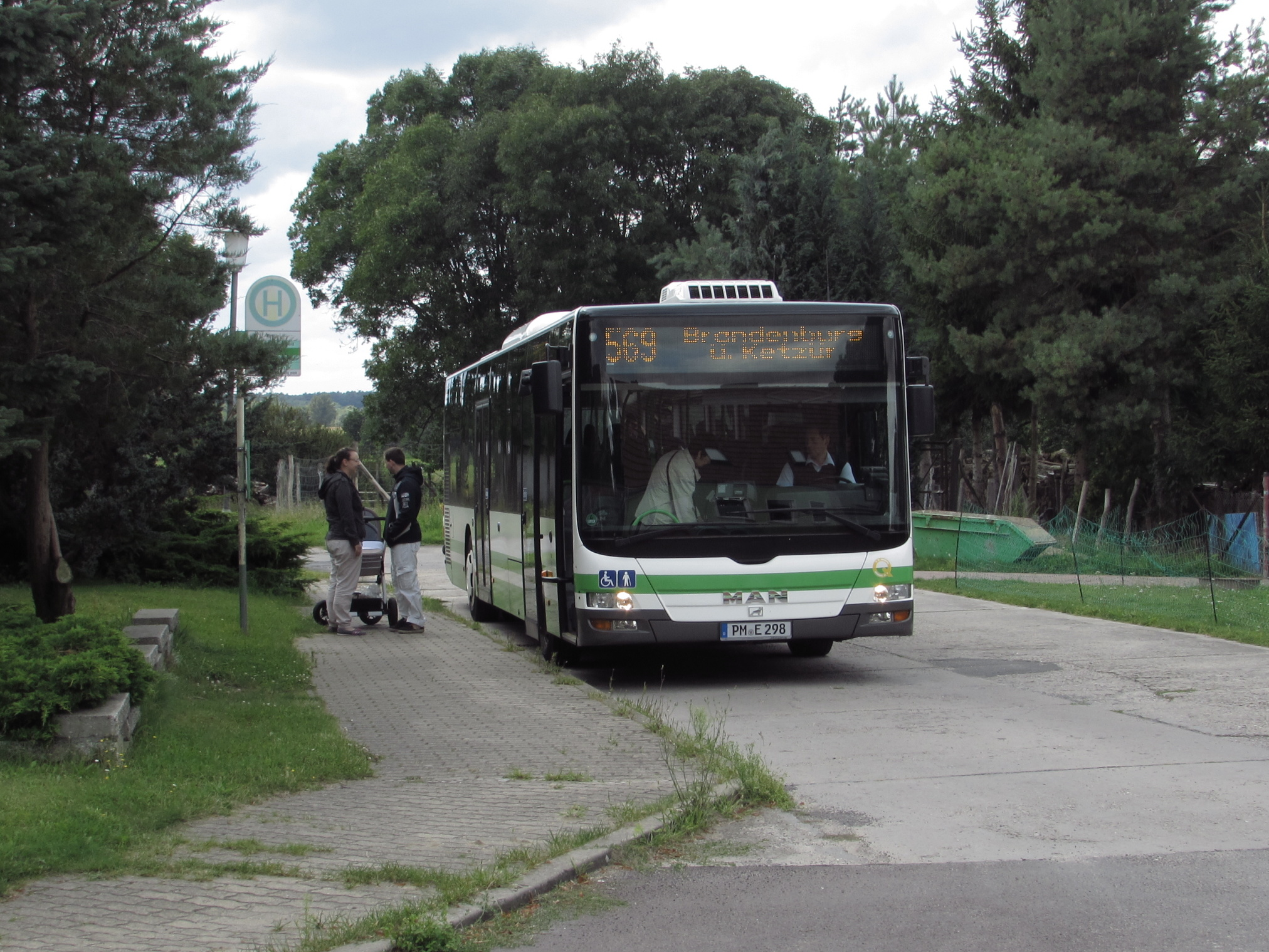
Bus der Linie 569 der Verkehrsgesellschaft Belzig an der Haltestelle Ketzür

Die Verkehrsgesellschaft Belzig mbH (VGB) war der Betreiber des regionalen Busverkehrs im ehemaligen Kreis Belzig mit Sitz in Bad Belzig.
Zusätzlich betrieb die VGB den größten Anteil des Busverkehrs im Raum Brandenburg an der Havel, allerdings ohne den Stadtverkehr Brandenburg an der Havel, welchen die Verkehrsbetriebe Brandenburg an der Havel betreibt. Seit dem 10. Juli 2017 ging die Verkehrsgesellschaft Belzig in die regiobus Potsdam-Mittelmark über.

## Geschichte
Die VGB wurde am 4. Mai 1993 gegründet. Sie entstand aus der Kraftverkehr Belzig GmbH.
Im Jahre 1994 wurde mit dem Bau des neuen Betriebshofes an der Brücker Landstraße, welcher im Jahre 1995 bezogen wurde. Mit der Übernahme von zwölf Regionalverkehrslinien von den Verkehrsbetrieben der Stadt Brandenburg/Havel im Jahre 1998 kamen 20 Busse und 38 Mitarbeiter hinzu.
Im Jahre 1999 fungierte die VGB als Gründungsmitglied des Verkehrsverbundes Berlin-Brandenburg.
2004 wurde das rechnergestützte Betriebsleitsystem (RBL) in Betrieb genommen. 2017 erfolgte die Eingliederung in die regiobus Potsdam-Mittelmark.

## PlusBus Hoher Fläming
Zum Fahrplanwechsel am 14. Dezember 2014 stellte die VGB den ersten PlusBus im Verkehrsverbund Berlin-Brandenburg. Der PlusBus zeichnet sich durch einen Stundentakt, Fahrten am Abend, optimal angepasste Anschlüsse zu Zügen des Regionalverkehrs und durch einfaches Umsteigen zwischen den PlusBussen aus. Als PlusBus verkehren die Linien 553 (Brandenburg – Rietz – Netzen – Lehnin), 580 (Bad Belzig – Golzow – Lehnin – Werder – Potsdam) und 581 (Bad Belzig – Golzow – Brandenburg). Seit dem 1. Januar 2017 verkehrt auch die Linie 582 (Bad Belzig – Niemegk – Treuenbrietzen) als PlusBus. Die auf den Linien verkehrenden Fahrzeuge sind modern und einzeln mit WLAN sowie USB-Steckdosen ausgestattet.

## Ehemals betriebene Linien
Stand: 9. Juli 2017
- Linie 551: Brandenburg – Göttin – Krahne – Golzow
- Linie 552: Brandenburg – Mötzow – Lünow – Radewege
- Linie 553: PlusBus Brandenburg – Rietz – Netzen – Lehnin
- Linie 555: Bürgerbus Bad Belzig – Wiesenburg – Medewitz
- Linie 558: Brandenburg – Roskow – Päwesin (– Zachow)
- Linie 560: Brandenburg – Wusterwitz – Ziesar
- Linie 561: Niemegk – Brück
- Linie 562: Brandenburg – Grüningen – Glienecke – Ziesar
- Linie 563: Wusterwitz – Vehlen – Herrenhölzer
- Linie 564: Brandenburg – Hohenferchesar – Pritzerbe
- Linie 565: Brandenburg – Deetz
- Linie 569: Brandenburg – Brielow – Radewege – Riewend – Päwesin
- Linie 571: Brandenburg (– Vehlen) – Briest – Pritzerbe (– Premnitz)
- Linie 572: Burgenlinie Bad Belzig – Niemegk – Raben – Wiesenburg – Bad Belzig
- Linie 580: PlusBus Bad Belzig – Lehnin – Werder – Potsdam
- Linie 581: PlusBus Bad Belzig – Golzow – Brandenburg
- Linie 582: PlusBus Bad Belzig – Niemegk – Treuenbrietzen
- Linie 583: Niemegk – Hohenwerbig – Garrey
- Linie 584: Niemegk – Grabow – Treuenbrietzen
- Linie 585: Treuenbrietzen – Marzahna
- Linie 586: Bad Belzig – Baitz – Ziezow – Kranepuhl – Niemegk
- Linie 587: Bad Belzig – Lübnitz – Schlamau – Wiesenburg
- Linie 588: Bad Belzig – Wiesenburg – Görzke – Ziesar
- Linie 589: Wiesenburg – Medewitz
- Linie 590: Stadtlinie Bad Belzig